# Superboy
Superboy is de naam van verschillende personages uit de strips van DC Comics. De meeste zijn jonge versies van de latere Clark Kent/Superman.
De eerste en bekendste Superboy was een jonge versie van Superman, die als kind en tiener reeds zijn krachten gebruikte voor heldendaden. Hij verscheen van de jaren 40 t/m de jaren 80. Andere Superboys zijn een held uit een alternatieve tijdlijn, en een kloon van Superman.

## Geschiedenis

### Clark Kent
De originele Superboy was een jonge versie van Clark Kent. Deze Superboy werd reeds bedacht in 1938 door Jerry Siegel. Het idee werd aanvankelijk verworpen door Detective Comics, Inc., maar men kwam terug op deze beslissing toen bleek dat jonge superhelden populair waren bij een groot publiek (zoals te zien aan het succes van het personage Robin). In 1944 maakte de jonge Superman zijn debuut.
De strips over Superboy beginnen wanneer Superman nog een jaar of 8 oud was. In de strips is te zien hoe hij op deze jonge leeftijd reeds een lokale held werd in zijn woonplaats Smallville. In latere strips werd hij wat ouder tot ergens in zijn tienertijd. Superboy droeg een kostuum gelijk aan dat van Superman, en gebruikte ook nu al een bril om in het dagelijks leven zijn identiteit te verbergen. In deze strips van Superboy deed ook het personage Krypto zijn intrede.
In 1985 besloot DC Comics om een punt te zetten achter de continuïteit in hun strips en grotendeels weer van voor af aan te beginnen. Dit gebeurde middels het verhaal Crisis on Infinite Earths. Hierbij kregen veel bekende DC personages een nieuwe achtergrond en geschiedenis. Ook Supermans geschiedenis werd aangepast. Een van de veranderingen die hij hierbij onderging was dat hij in deze nieuwe continuïteit pas als volwassene zijn krachten ging gebruiken. Daarmee werd de Clark Kent versie van Superboy uit de strips geschreven, en in latere verhalen genegeerd alsof hij nooit had bestaan.

### Superboy-Prime
De tweede Superboy, ook wel bekend als Superboy-Prime, werd gecreëerd gedurende het “Crisis on Infinite Earths” verhaal. Deze versie van Superboy kwam uit een parallel universum waarin de meeste DC Superhelden slechts fictieve personages waren (gelijk aan “de echte wereld”). Hij was de Kal-El uit dit universum, die net als Superman van de planeet Krypton naar de aarde was gestuurd.
Deze wereld werd vernietigd tijdens de crisis, waarna Superboy samen met alternatieve versies van Lois Lane en Alexander Luthor, Jr. in een ander universum belandde.
In 2006 dook Superboy-Prime weer op. Hij werd toen al snel een superschurk, die van mening was dat de helden van het universum waar hij nu was inferieur aan hem waren. Hij vocht met Superman, maar werd door hem verslagen.
Superboy-Prime bestaat nog steeds en duikt van tijd tot tijd nog altijd op in de strips van DC Comics.

### Kon–El
Deze derde Superboy deed zijn intrede in 1993 tijdens de verhaallijn “The Death of Superman”. Deze Superboy was een jongere kloon van Superman, die de aardse naam Connor Kent en de Kryptonnaam Kon-El gebruikte. Hij kreeg al snel zijn eigen stripserie die van 1994 tot 2002 liep.
Kon-El is gemaakt uit het DNA van zowel Superman als Lex Luthor. Hij beschikt over een speciale vorm van telekinese waarmee hij al Supermans krachten kan imiteren. Lex Luthor gebruikte Kon-El een tijdje als spion, maar Kon-El kon aan hem ontsnappen.
Deze versie van Superboy is betrokken geweest bij verschillende superheldenteams zoals Young Justice, de Teen Titans en de Legion of Super-Heroes.
Kon-El kwam oorspronkelijk om het leven in een gevecht met Superboy-Prime, maar werd later opnieuw gekloond.

## In andere media
- In 1961 waren er plannen voor een Liveactionserie over Superboy getiteld “The Adventures of Superboy”. De serie zou in moeten spelen op het succes van de serie Adventures of Superman. Alleen de pilotaflevering werd gemaakt.
- The Adventures of Superboy (animatieserie 1966–1969).
- Superboy had twee optredens in de serie Super Friends.
- Superboy (televisieserie 1988–1992): een serie over Clark Kent tijdens diens hogeschooltijd.
- Smallville (2001—): een serie over Clark Kent toen die nog een tiener was. Hoewel Clark in de serie nooit de naam superboy gebruikt, draait de serie wel zoals de originele Superboy strips om een jonge Superman.
- Justice League Unlimited: In de aflevering "Kid Stuff" veranderen enkele van de helden waaronder Superman in kinderen. Deze jonge Superman kan worden gezien als een Superboy.
- In 2010 zat Superboy in de geanimeerde versie van Young Justice.
- Superboy, ook bekend als Subject 13 verschijnt in de laatste scene van "Dick Grayson" uit Titans. Hij ontsnapt van Project Cadmus in Metropolis, hij vermoord daar de wetenschappers en bevrijd Krypto.

hij was gekloond uit Supermans DNA maar beschikte niet over al Supermans krachten.